# Château de Pezay
Le château de Pezay est situé sur la commune de Marolles, dans le département de Loir-et-Cher, dans la région de Centre-Val de Loire.

## Historique
Le château de Pezay, ancien domaine de l’abbaye de Marmoutier, est acquis en 1680 par la famille Belot. En 1752, les Belot le revendent à Marie Boësnier, veuve de Jacques Masson et sœur de Paul Boësnier de l'Orme. Il passa à son fils Alexandre-Frédéric-Jacques Masson de Pezay.
En 1784, il est racheté par Charles-Victoire-François de Salaberry, président en la chambre des comptes de Blois et père de Charles-Marie d'Irumberry de Salaberry, puis par Étienne Crignon de Bonvallet en 1793. 
Stéphane Bonneau d’Alençon en devient propriétaire par legs successifs, puis la baronne Angellier et enfin l’amiral Storelli.
Edouard de Bleau, descendant de la famille de Belot, rachète le domaine de ses ancêtres au XIXe siècle.

### Sources
- Robert Gaumont, Châteaux et manoirs de l'Orléanais, 1997